# 勅使河原蒼風
勅使河原 蒼風（てしがはら そうふう、1900年12月17日 - 1979年9月5日）は、日本の芸術家。いけばな草月流の創始者。
1927年草月流を創流。勅使河原霞（草月流 2代目家元）、勅使河原宏（同 3代目家元）の父であり勅使河原茜（同 4代目家元）の祖父。「草月」の名は、勅使河原家の家紋「根笹に三日月」に由来する。

## 来歴・人物
1896年10月に日本生花学会（現 勅使河原和風会）を設立・主宰した華道家・勅使河原久次（初代勅使河原和風）を父として、1900年に大阪に生まれる。本名は鉀一（こういち）。
1928年（昭和3年）5月5日-7日、東京銀座千疋屋で第1回草月流花展を開催。『主婦之友』1929年（昭和4年）1月に廃物利用の花器に盛った庶民的生け花を発表。
いけばなにおいて斬新な手法を多く提供し「花のピカソ」と呼ばれた（1955年（昭和30年）、パリ個展の盛況で、フランスのフィガロ、米タイム誌（1978年1月30日号 Vol.111 No.6）等でそう賞賛された）。
既存の華道の世界において重要とされた型を否定し、自由ないけばなを提唱したために異端者扱いされた。しかし1957年（昭和32年）、フランスから来日した前衛芸術の評論家ミシェル・タピエが蒼風の作品を絶賛し世界に紹介したことで国際的な評価が高まるとともに日本でも認知されるようになる。1959年（昭和34年）のバルセロナ個展に感激したサルバドール・ダリから自宅に招かれ、流木のオブジェを制作し、柔和な表情のダリと談笑する映像が残されている。1966年にはミロ展のために来日したミロ夫妻が草月会館に来訪した。
『いけばなは生きている彫刻である』と提言する蒼風は、日本のいけばなを世界に発信した第一人者といえる。戦後、マッカーサー元帥夫人をはじめ米軍将校夫人にいけばなを指導。1952年（昭和27年）、ニューヨーク個展をはじめ、世界各国で展覧会やデモンストレーションを精力的に行った。デモンストレーションは草月流特有のもので、観客側を正面として、観客を前にして作品の背後から手探りでいけていく「後ろいけ」によって行われる。1960年（昭和35年）にフランスの芸術文化勲章、1961年（昭和36年）にレジオンドヌール勲章、1962年（昭和37年）に芸術選奨を受賞。創作媒体はいけばなに留まらず、彫刻、絵画、書にも亘る。映画『切腹』や『怪談』では題字を手がけている。
1953年（昭和28年）、「抽象と幻想」展に鉄のモビール作品『群れ』を出品。「若しこの世の中に、植物が一つもなかったとしたらどうだろう。どっちを見ても花はない。そういうとき私たちは、一体何をいけるだろう。私は、そこに石があったら石、若しくは土があったら、土をいけるだろう」という発言があり、著書「花伝書」にも記されている。花が手に入りにくい時代にもあらゆる素材で作品を手掛けた。蒼風の言葉『花は、いけたら、花でなくなるのだ。いけたら、花は、人になるのだ。』は、花がいけばなの作品となった時に、作り手の人となりを露わにするものであることを表している。
勅使河原蒼風「草月五十則」部分

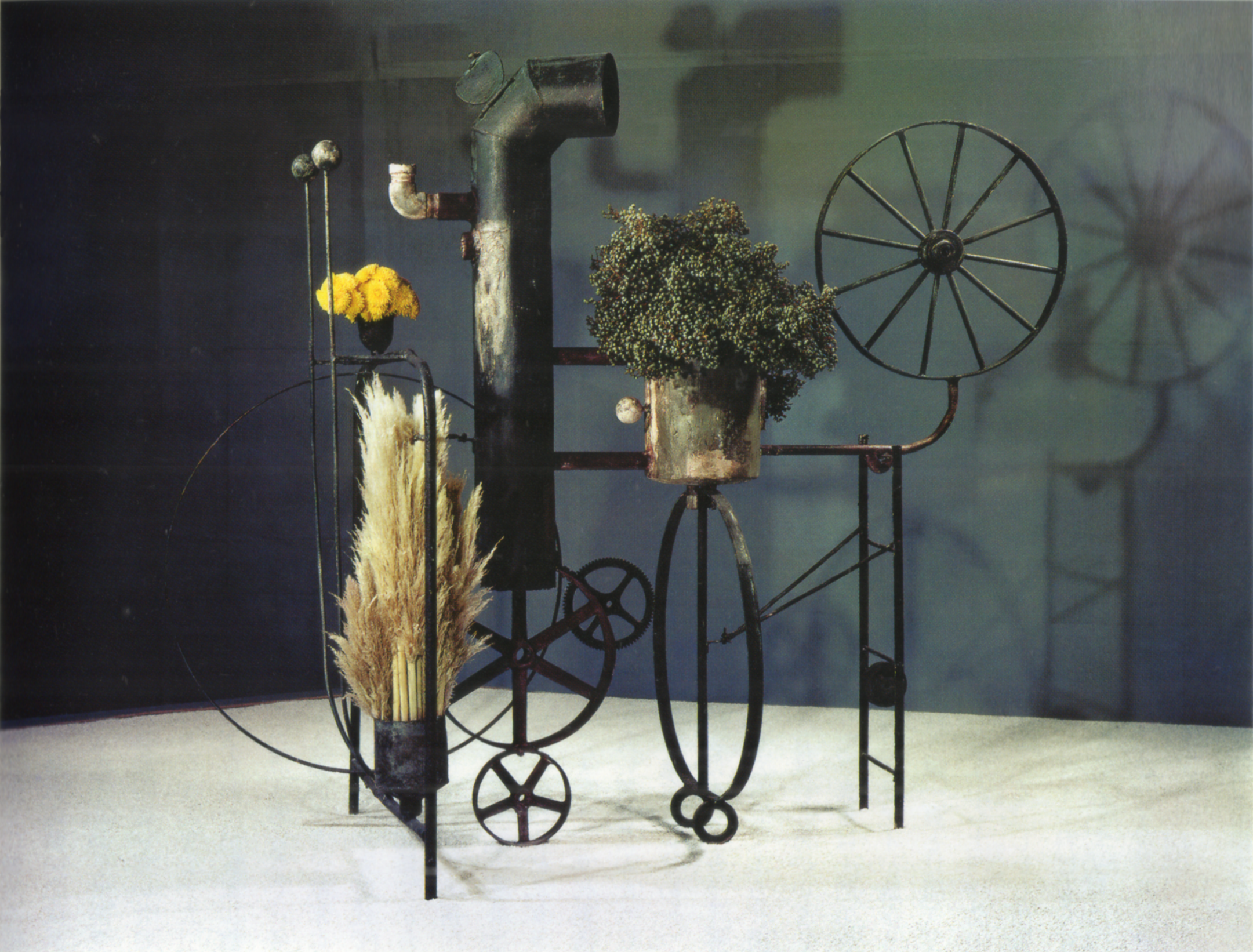
『汽関車』1951年制作、撮影：土門拳
(素材：鉄材、シロガネヨシ、棕櫚の実、菊）

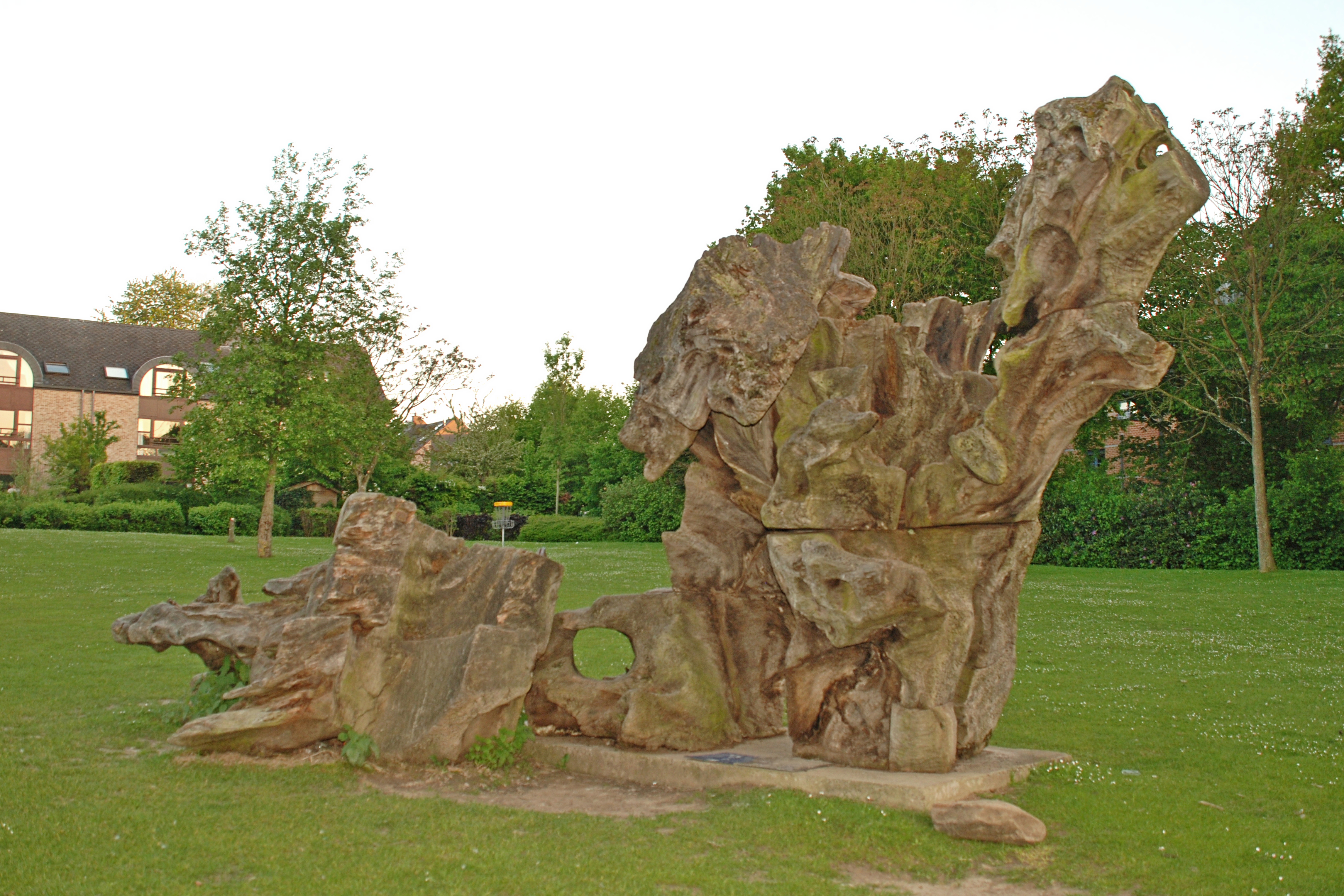
『樟の根』1965年制作、1993年設置
ベルギー、ルーヴァン＝ラ＝ヌーヴ湖畔にあるオブジェ。クスノキの流木を蒼風がいけたもので、地元民からは「亀」「奇妙な木切れ」と呼ばれている。

- 第1則　花が美しいからといって、いけばなのどれもが美しいとは限らない
- 第2則　正しいいけばなは、時代や生活と遊離していない
- 第3則　精神に古今なく、作品は変転自在
- 第4則　一輪、一と枝、の強調。大自然を圧縮したような一瓶
- 第5則　花と、語りつついける
- 第22則　上手な人ほど、器前、器後の仕事が入念
- 第23則　花は大切にすること、花は惜しまぬこと
- 第31則　いけばなは絵だという、音楽でも、彫刻でもある
- 第35則　家庭だけが場ではない。個人的な場、公共的な場
- 第36則　花の色だけでなく、器も、台も、壁も、光線も
- 第39則　環境から生まれたように
- 第44則　重複がないかを見る、強調があるかを見る
- 第47則　花を、器を、場所を、探す努力
- 第48則　意外ないけ方がある。意外な題材を忘れている
- 第49則　新、動、均、和、の四原則。線、色、魂、の三拍子
- 第50則　見る目と、造る手と、片寄らぬ精進

草月流　歴代家元
- 初代　勅使河原蒼風　創流1927年〜1979年
- 第二代　勅使河原霞　1979年〜1980年
- 第三代　勅使河原宏　1980年〜2001年
- 第四代　勅使河原茜　2001年〜

1970年（昭和45年）、東京国税局から脱税容疑で摘発を受け、1972年（昭和47年）4月12日、罰金1億円の判決を受ける。
1979年（昭和54年）9月5日、勅使河原蒼風は心不全のため東京女子医大日本心臓血圧研究所で死去。戒名「草月院蒼風日源居士」。墓所は青山霊園（1種ロ20号35側）にある。
2009年2月15日、夫人の葉満（はま）が105歳で他界した。

## 著書
- 蒼風随筆  秋豊園出版部 1937
- 鋏だこ 生活社 1942
- 草月流いけばなの生け方 主婦之友社 1942
- 草月流いけばな 投入篇　盛花篇 婦人書房 1947
- 一花一葉 随筆 生活研究社 1948
- 新しいお花のいけ方 講談社 1949
- 草月流生花独習書 主婦之友社 1951 (主婦之友の独習書全集
- 勅使河原蒼風作品集 第1集 ホームライフ社 1952
- 草月流お花のいけ方 大日本雄弁会講談社 1953 (実用家庭百科
- 私の十二ケ月 中央公論社 1955
- ヨーロッパの旅 東峰書房 1956
- 花ぬすびと 宝文館 1956
- 草月の家庭生花 勅使河原霞共著 主婦の友社 1957 (いけばな双書)
- 草月流生花 主婦の友社 1959 (独習シリーズ)
- 草月の花 婦人画報社 1962
- 花ぐらし 主婦の友社 1963 (主婦の友新書)
- 草月流 いけばなグラフィック 主婦の友社 1963
- 蒼風の花 主婦の友社 1966
- 私の花 講談社インターナショナル 1966.5
- 華 勅使河原蒼風名作選 三省堂 1971
- 草月 蒼風の芸術 主婦の友社 1971
- 草月流 勅使河原霞共著 小学館 1974 (オールカラーいけばな全書)
- 三人三様 土門拳,亀倉雄策共著 講談社 1977.1
- 花伝書 草月出版 1979.11
- 草月テキスト 花材 秋・冬 / 春・夏 草月出版 1980-81
- 花ぐらし わが造形人生 主婦の友社 1980.3
- 勅使河原蒼風瞬刻の美 二玄社 2000.6
- 草月五十則  草月文化事業・出版部 2004.11改訂（創流5年目頃に執筆）

## 翻訳
- ヨーロッパのフローラルアート 伝統と創造の花の芸術 ローランス・ビュッフェシャイエ 東京インターナショナル出版 1970